# Ормен
Ормен (Гормен, др.-греч. Ὅρμενος, или Армен, Ἄρμενος) — персонаж древнегреческой мифологии, мифический аргонавт из города Ормений в Фессалии. Сын Керкафа, сына Эола.
По преданию, Ормен вместе с остальными аргонавтами не вернулся в Грецию, а остался на Армянском нагорье, где созданное в его честь государство называлось Армения, а жители этой страны - армяне.
Отец Аминтора, царя Элеона и Евемона. Дед Феникса и Еврипила.